# ウェスト・グレイシャー駅
ウェスト・グレイシャー駅（英語:  West Glacier station）はアメリカ合衆国モンタナ州ウェスト・グレイシャー USハイウェイ2号線・イースト12544にある駅。 全米各地を結ぶ旅客鉄道のアムトラックが乗り入れている。

## 概要
駅舎は周囲の公園とうまく調和した素朴な外観である。

## 利用可能な鉄道路線／列車
アムトラックの停車する列車は下記の通り。
シカゴとシアトル / ポートランド間の夜行長距離列車エンパイア・ビルダー … 1往復/日 発着
※当駅にはシカゴ - シアトル間、シカゴ - ポートランド間の編成とも停車。ワシントン州のスポケーン駅にて連結および切り離しを行う。